# Karlovci
Karlovská dynastie (Karlovci) byla panovnická dynastie z rodu mocných franských majordomů Pipinovců, která vládla ve Franské říši (rozdělené roku 843) v letech 751—987. Svůj název odvozuje od Karla Martela, otce Pipina Krátkého, který na franském trůně vystřídal dynastii Merovejců. Nejvýznamnějším panovníkem byl Karel Veliký, obnovitel ideje římské říše v západní Evropě. Později po rozdělení říše Karla Velikého Karlovci v Západofranské říši soupeřili o trůn s Robertovci, kteří jej trvale získali v roce 987 osobou Hugo Kapeta, zakladatele dynastie Kapetovců. Ve Východofranské říši skončila vláda Karlovců roku 911 úmrtím Ludvíka Dítěte, Středofranská říše se pod vládou Karlovců rozpadla již roku 855.

## Majordomové Merovejců
Dynastie Karlovců založila bohatou a mocnou evropskou říši, první toho druhu po pádu západořímského císařství. Její obyvatelé pocházeli z germánských „barbarů“, Franků. Frankové se usadili na území dnešní Belgie a severní Francie. Jejich vůdce Chlodvík I. z dynastie Merovejců (481–511) si za své sídlo vybral město Paříž. Chlodvík přijal křesťanství a získal tak římskou podporu. Sjednotil franské kmeny, porazil Galy i Alamany (tj. spojené germánské kmeny) a Vizigóty. Založil novou říši, která se rozkládala zhruba na území dnešní Francie. Dynastie Merovejců panovala nad Franskou říší celkem 263 let. 72 let stál v jejím čele pouze jediný král.
Od 7. století přecházela stále podstatněji moc z krále na „správce paláce“ (maior domus), majordomy. Od roku 700 měla celá Franská říše jen jediného, neustrijského vládce. Za Austrasii a Burgundsko zodpovídal úřad majordoma. V obou případech ho vykonávaly stále stejné rody, protože nástupnictví bylo dědičné. A jestliže král, který vládl a používal svou autoritu, tzv. auctoritas, představoval mystickou sílu, pak majordomus nebo princeps spravující říši vykonával skutečnou moc, potestas.

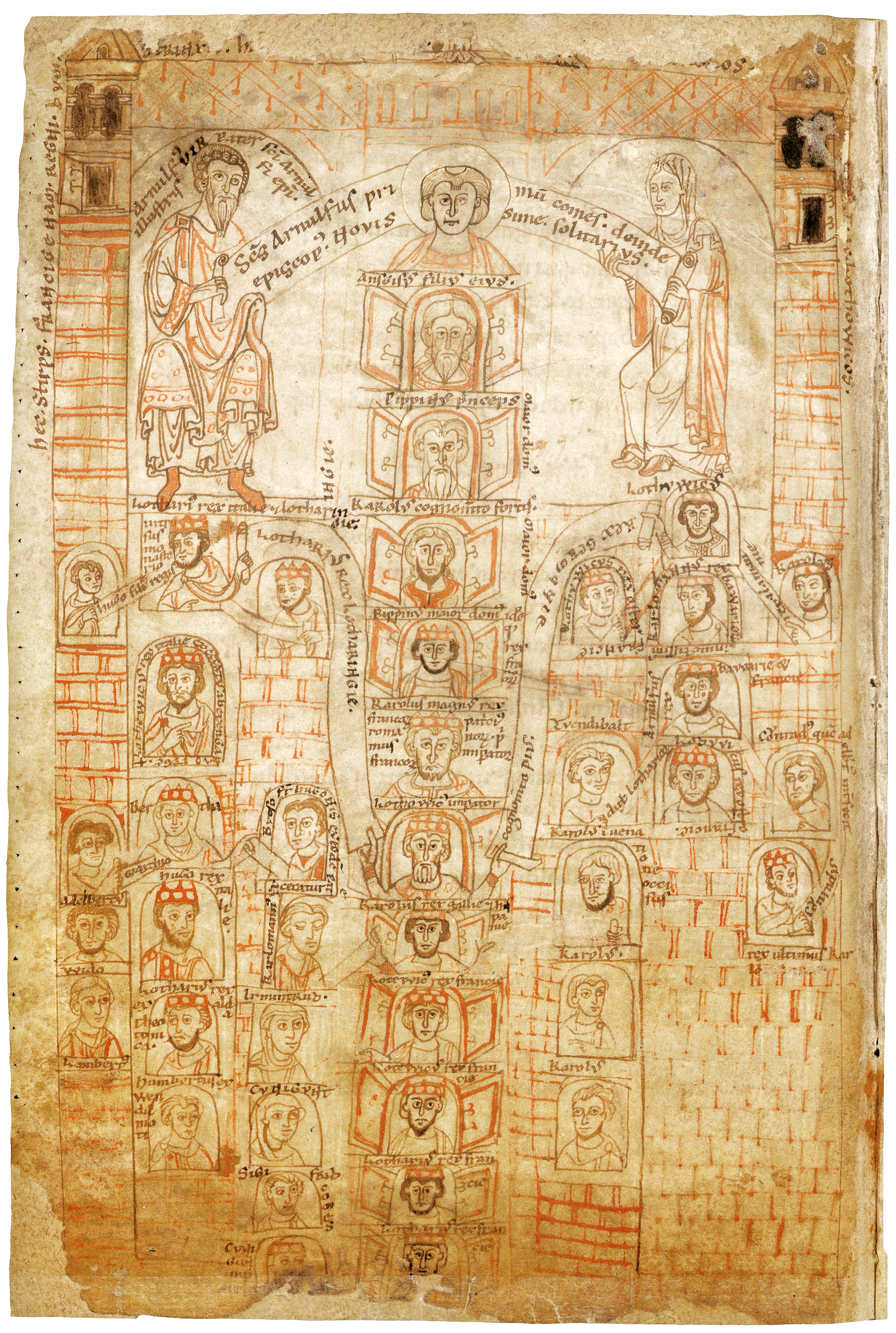
Genealogie Karlovců (Chronicon Universale od Ekkeharda z Aury, 12. stol.)

Takovým majordomem-principem byl i Pipin II. Byl to majordomus Austrasie, který převzal moc po bojích s Frísy a Sasy na konci 7. století. Jeho nemanželský syn Karel – anglosasky Cearl, ve staré němčině Charal nebo Karal, francouzsky Charles, porazil v roce 719 Neustrijce, zajistil si vládu nad celou Austrasií, pronásledoval Sasy až k Veseře a také dobyl na Frísech Utrecht. Karlovi se dostalo přezdívky Martel, Kladivo. Aby vybudoval silné vojsko, rozděloval urozeným i svobodným mužům církevní statky. Toto rozhodnutí vyvolalo odpor mnohých duchovních. Jako protislužbu za tato beneficia stavěl vazal nebo družiník krále namísto placení daně jednoho bojovníka se zbraní a koněm. Tímto způsobem si zřídili Karel a jeho nástupci skutečné profesionální vojsko. Syn Karla Martela Pipin III. Krátký a vnuk Karel, který byl později zvaný Veliký, přivedli tento systém k dokonalosti a dosáhli vyrovnání s církví tak, že každý uživatel takového statku jí musel odvádět desátek. Karel Martel nakonec od roku 732 vládl pouze sám, bez krále. Byl to velmi úspěšný vládce, který nechával zřizovat opevněná místa a podle římského vzoru stavěl také po celém Německu silnice se stanicemi pro přepřahání koní. Ty poskytovali kolonisté, které usazoval na dobytých územích. Do tohoto systému byli zařazeni Hesenci, Frankové a Durynkové, dále Alemani a obyvatelé severu Bavorska. Tam Karel Martel podporoval misii vedenou sv. Bonifácem. Vedl také i velké boje, drancoval Akvitánii. V roce 732 se Karel a Abd al-Rahmán, který se zmocnil Španělska, střetli u Poitiers na jihu Francie. Arabové byli poraženi a jejich velitel zabit. Tím byl jejich postup zastaven a Karel tak získal přezdívku Martel (kladivo). O dva roky později připravil krvavé boje proti Frísům. Byl tak úspěšný, že s pomocí Langobardů ovládl Provence.
Nejvýznamnější majordomové z dynastie Pipinovců (Karlovců):
- Pipin I. Starší – austrasijský majordomus 615–629, 639–640, zakladatel dynastie
- Pipin II. Prostřední – austrasijský majoromus 676–714
- Karel Martel – majordomus Austrasie a Neustrie 714–741, faktický vládce franské říše

## Počátky Karlovců
Podle Karla Martela byla pojmenována dynastie Karlovců. Jeho syn Pipin III., zvaný Krátký, poté postupně vytlačil svého bratra Karlomana a pokračoval v otcově politice. Hledal přitom podporu u papeže, kterého chránil proti Langobardům. Přineslo mu to dva veliké úspěchy – obnovil jednotu Austrasie a Neustrie a roku 751 dosáhl sesazení posledního merovejského krále. Založil tak dynastii Karlovců. Poté přišly další triumfy – nejprve prohlásil papež, že Pipinovi náleží královský titul, poté s ním spojená volba velmoži říše, pomazání sv. Bonifácem a nakonec ho čekala roku 754 korunovace samotným papežem, který mu ještě nadto propůjčil titul „ochránce Římanů“ (patricius Romanus). Jako protislužbu předal Pipin ve stejném roce papeži dar: město Řím s velkými částmi Itálie. Jako první vládce Karlovské dynastie měl tak veliké úspěchy. Pipin Krátký zemřel roku 768 a byl pochován v bazilice Saint-Denis. Svým synům Karlovi (pozdější král Karel I. Veliký) a Karlomanovi, druhému toho jména v dynastii Karlovců, přikázal, aby tu vybudovali větší a krásnější kostel.
První franští králové z dynastie Karlovců:
- Pipin III. Krátký – král 751–768, syn Karla Martela, majordoma a faktického vládce franské říše
- Karloman I. Franský – král 768–771 nad částí říše po otci Pipinovi III.
- Karel Veliký – panovník 768–814, bratr Karlomana, sjednotitel rozsáhlé říše a obnovitel císařského titulu

## Karel I. Veliký
Obecně se má za to, že říše Karla Velikého je první tzv. opravdovou konstrukcí a že Karel Veliký je otcem Evropy. Někteří historikové to však vidí jinak. Třeba významný historik Jacques Le Goff s tímto tvrzením nesouhlasí, protože si nemyslí, že by měl ideu Evropy. Myslí si, že Karel Veliký měl v podstatě dva cíle: restaurovat římské impérium (takže místo toho, aby hleděl do budoucnosti, zůstal svázán s minulostí) a snažil se také prosadit franský nacionalismus. Je potřeba se zmínit také i o tom, že Karel I. Veliký podporoval nový rozmach vzdělanosti v éře známé jako karolinská renesance.
Karel zvaný Veliký (latinsky Carolus magnus, francouzsky Charlemagne, italsky Carlomagno) se narodil pravděpodobně v Cáchách v dnešním Německu v roce 742 nebo v roce 747. Byl to nejstarší syn franského krále Pipina Krátkého a Bertrady. V roce 768 začíná vládnout společně se svým bratrem Karlomanem. Ten však již tři roky nato zemřel a Karel se stal jediným vládcem.
Dá se říci, že to byl z mnoha hledisek neobyčejný muž. Měl vlastnosti velkého válečníka a současně to byl chytrý a nápaditý diplomat. I Karel Veliký měl podporu u papeže, stejně jako jeho otec. Pro Francouze byl bojovníkem za víru, pro Němce zákonodárcem. Někteří ho považovali téměř za svatého. Karel Veliký byl především úspěšným dobyvatelem. Překročil např. Galii, zdržoval se v Římě, pohyboval se po Francii a za Pyrenejemi, o něco málo později se ocitl také v italské Capui. Vyskytl se také u břehu Severního moře. Někdy v roce 800 ho můžeme zastihnout na atlantském pobřeží, v Cáchách, kde si postavil rozlehlý palác. Osoba Karla Velikého se dala zastihnout také ve Spoletu, v Salcburku. Často pobýval v Sasku. Čtyři výboje byly obzvláště významné – do Itálie, Německa, východní marky a Španělska.
V Itálii Karel ochránil papeže před Langobardy, kteří útočili na Ravennu a směřovali k Římu. Ovládl Lombardii, roku 774 donutil Langobardy kapitulovat a prohlásil se jejich králem, zatímco celou střední Itálii přenechal papeži.
Po tomto úspěchu se Karel obrátil na sever proti franské Austrasii. Především Sasko, země mezi Emží a Labem, mu bylo osudným, zůstalo ovšem zcela pohanským územím – stejně jako oblast dnešního Hesenska. Tato dobyvačná a krutá tažení do těchto oblastí trvala třicet let. Sasům a Hesencům nezbývalo než volit mezi křtem a katovým mečem. Teprve v roce 804 byli Sasové definitivně poraženi. Karlova říše se tak nyní rozšířila až k Dánsku.
V Bavorsku, tehdy již christianizovaném, musel roku 788 odstoupit vévoda Tassilo III. Protože se spojil s Avary, odsoudil ho Karel k smrti. Nakonec ho Karel omilostnil a trest změnil na doživotní pobyt v klášteře. To samé platilo i pro Tassilovu rodinu.
Své nové zisky jistil Karel pomocí tzv. pohraničních marek. Marky měly tlumit první nápor nepřátel. Vznikly na jižní hranici proti španělským muslimům a na východním pomezí proti různým germánským kmenům. Marky střežily ozbrojené jízdní jednotky, které bránily dlouhé hranice říše proti nájezdům nepřátel. Tak zdolal na jihovýchodě Avary a zatlačil je zpět za Dunaj. Poté vpadl do dnešních Uher a učinil si z avarského náčelníka svého vazala, jenž musel přijmout křest. Svým vlivem zasáhl Karel Veliký i oblasti východně od Labe, kde si zavázal slovanské obyvatelstvo povinností platit mu tribut a stát se jeho spojencem.
Čtvrtý směr Karlových válečných výbojů mířil do Španělska. Hodlal i tuto zemi připojit ke své říši. Útok na Pamplonu a Zaragozu však roku 778 ztroskotal. Během ústupu pobili Baskové u průsmyku Roncesvalles franský zadní voj, vedený bretaňským markrabětem Rolandem. Legenda pak učinila z Rolanda králova synovce. Karlovi se podařilo vytvořit v Katalánii pohraniční marku, pevně se uchytit v Barceloně a Tortose a hrát tak na Iberském poloostrově aktivní politickou roli. V Galicii a Asturii podporoval křesťanského krále, který se roku 798 zmocnil Lisabonu. V Cáchách Karla dokonce vyhledal jeden maurský uchazeč o córdobský trůn, aby získal jeho podporu.
Na konci dobyvačných tažení obklopovaly Karlovu říši pohraniční marky: bretaňská na severozápadě s městy Vannes, Nantes a Rennes, španělská na druhé straně Pyrenejí, marka Friaulská v Itálii a východní marky avarská, svébská, vendská (slovanská) a dánská. V pohraničních markách vládl vévoda nebo markrabě, jenž současně velel místnímu vojsku. Hrabata a ostatní reprezentanti krále ve všech částech říše se scházeli jednou ročně před Karlem Velikým na říšském shromáždění či na dvorském sněmu. Královští poslové (tzv. Missi dominici), projížděli všechny části říše a předávali králova nařízení. Biskupové se stali, stejně jako opati, součástí Karlovy správy říše. V Karlově říši se vyskytoval pojem potentes, hodnostáře říše. Tento pojem je znám mnohem lépe, než pauperes, svobodní či dokonce rolníci. Ti byli pevně připoutáni k půdě. V říši Karla Velikého žili i otroci. Označovali se jako sclavi nebo sclavoni, protože to často bývali slovanští zajatci.
Za dobyvačnými úspěchy stálo kvalitní Karlovo vojsko. Dlouhou dobu se soudilo, že jeho vojsko nemělo více než pět tisíc mužů. Tak tomu ale být nemohlo. Vedle pravidelných válečných houfů musely být k dispozici i jednotky pro obsazování posádek na dobytých územích. Celá říše byla rozdělena na církevní obvody: arcibiskupství, biskupství a opatství, v nichž působil jako vojenský velitel hrabě coby zástupce krále. Jakmile hrabě obdržel královo nařízení, mobilizoval své vazaly a jejich rytíře. Biskup nebo opat poskytli koně, potravu a velké povozy kryté koženými celtami. Každý hrabě – bylo jich asi 500 – sebral mezi dvaceti až třiceti ozbrojenci. Početnější vazalové zase stavěli pro krále až dvanáct bojovníků. Tak by se mělo dojít k číslu asi až 50 000 rytířů a ještě většímu počtu pěších. Ve vojsku se velice přísně hlídalo dodržování kázně. Ne proto, že by byl Karel Veliký osobně krutý, ale považoval za svou povinnost starat se o to, aby mu byla prokazována poslušnost. Tak nechal například roku 782 po jednom povstání Sasů, kteří zničili franské vojsko, popravit u Verdenu na řece Aller čtyři tisíce Sasů a získal si tímto krvavým činem přezdívku „saský řezník“.
I toto vojsko mělo však své slabiny. Vojsko bylo vynikající pro dobyvačné války, bylo však naprosto nepoužitelné pro obranné účely. Když šlo o útok, tak stála při sobě franská říše jako jeden muž. Útočilo se ve jménu „křesťanského lidu“ (populus christianus). Neexistovalo však žádné stálé vojsko, žádné opravdové opevnění, chyběly finanční prostředky, vládci scházela dokonce i široká podpora mezi lidmi.
Nedostatečnost celkové obranné politiky vedla nakonec k budování soukromých hradů ze dřeva a hlíny. V Itálii, která mohla být bráněna lépe, žili obyvatelé uvnitř speciálních hradebních systémů.
Roku 800, po třiceti dvou letech vlády, se nechal Karel Veliký korunovat císařem. Ještě roku 792 se Karel označoval jako rex Francorum et Langobardorum atgue patricius Romanorum, král Franků a Langobardů, ochránce Římanů. Naproti tomu v Konstantinopoli sídlil Basileus, východořímský císař. Když papež Lev III. nabídl franskému králi císařskou korunu, chtěl tím pro sebe získat ochránce, který bude všechny ostatní převyšovat, současně ale bude dostatečně daleko, aby se nestal pro papeže nebezpečnou zátěží. Karel chtěl být císařem celého křesťanstva. Papež proto doufal, že bude moci obnovit svou nadřazenost nad Východem. Karel si naproti tomu přál dosáhnout s byzantským císařem rovnosti.
V dubnu roku 799 zmítal Římem neklid, vypukly nepokoje a papež byl obviněn římskou šlechtou, že se na nich podílí. Byl přepaden a utrpěl přitom zranění. Došlo i k pokusu oslepit ho. Jakmile se papež uzdravil, vyhledal v Paderbornu Karla Velikého a žádal ho, aby se odebral do Říma. Franský král se na svou cestu pečlivě připravoval, vyslal do Říma své vyslance, kteří tam uspořádali jakýsi soud, jenž měl především očistit papeže Lva III. Krátce před Vánoci roku 800 se Karel objevil v Římě. Papež před králem vysvětloval svou nevinu. Na Boží hod však Karla Velikého korunoval císařem. Karel chtěl být především císařem křesťanstva, kterého Bůh vyvolil, aby vládl nad lidmi. Na mincích se nechal zobrazit s vavřínovým věncem a pláštěm římských imperátorů, sepnutým na ramenou sponou. Měl ale také veliké zásluhy na rozšiřování pěstování vína.
Nyní šlo o to dosáhnout uznání císařského titulu v Byzanci. Basileus však tento požadavek odmítl a Karel mu vypověděl válku. Na Jadranu dosáhli Byzantinci nad Franky velké převahy, ale na pevnině vítězil Karel. Obsadil Friaulsko, Istrii a především Benátky, které chtěly zachovat neutralitu, aby si ochránily svůj rozvíjející se obchod. Teprve roku 812 bylo dosaženo dohody z Byzancí. Řekové uznali císařský titul Karla Velikého a jako vstřícné gesto získali Benátky. Karel Veliký si ovšem uchoval Friaulsko a další oblasti na severu Jadranu. Jeho synovi a nástupci byl přiznán titul „imperátor augustus“, který si nárokovali Byzantinci jen pro sebe.

### Karolínská renesance
Po zániku Západořímské říše v roce 476 vymizela ve značné míře i antická vzdělanost. Hrozilo nebezpečí, že myšlenkové dědictví evropského starověku zanikne. Nepočítá-li se samotný Řím, přežilo jen v Británii a v Irsku. Karel Veliký založil při svém paláci školu a sezval do ní učence z celé Evropy. Palácový kroužek psal básně a pyšnil se znalostmi antických děl, neoplýval však původními myšlenkami. Ve snaze šířit gramotnost Karel Veliký nařídil, aby se ve všech církevních institucích vyučovalo čtení a psaní. Podporoval opisování knih a v jeho době se vyvinulo nové, dobře čitelné písmo, karolínská minuskula. Rozkvět prožívala i knižní malba nebo iluminace. Karlův palác v Cáchách (Aachen), které se staly hlavním císařským sídlem, dokládá nový rozmach klasické architektury. Poprvé od římských dob vznikaly mohutné a vznešené stavby, například kláštery v pikardském St.-Ricguieru, v saském Corvey a v St. Gallenu v dnešním Švýcarsku.
Karel Veliký si zajistil na dlouhá staletí pověst otce-zakladatele evropského školství. Studium zahrnovalo sedm svobodných umění, artes liberales:trivium – gramatiku, rétoriku a dialektiku, a guadrivium s aritmetikou, astronomií, hudbou a geometrií. Vrcholem těchto oborů byla teologie – paní věd.
Karel Veliký se snažil získat pro svůj dvůr nejlepší učence Západu. Z Itálie přivedl gramatiky Petra z Pisy a Pavla z Aguileje, stejně jako dějepisce Pavla Diakona, z Anglie Alkuina, jednoho z mnoha žáků Bedy Ctihodného. Beda Ctihodný byl mimořádný učenec. Alkuin osobně navštívil Řím a vedl školu při katedrále v Yorku. Stal se Karlovým přítelem a učitelem.Ten mu mimo jiné svěřil opatství sv. Martina v Toursu a sv. Lupuse v Troyes. Podobně jako Beda představoval Alkuin učence s encyklopedickými znalostmi a znamenitého teologa. Inspiroval franské školství.
Dalšími významnými představiteli karolínské renesance byli Hrabanus Maurus z Mohuče (narozený v roce 780), Alkuinův žák, opat ve Fuldě a budoucí mohučský arcibiskup, přezdívaný Praeceptor Germaniae, dále Vizigót Theodulf, jenž přišel za Karlem ze Španělska, spoluautor Libri Carolini, biskup v Orléansu a královský vyslanec, a také pomohanský Frank Einhard důvěrník a rádce Karla Velikého a autor prvního panovnického životopisu ve středověku Vita Karoli Magni (okolo roku 830).
Ve franském stavitelství a výtvarném umění té doby lze zaznamenat byzantský vliv. Karel nechal zřídit mnoho kostelů a chrámů, například v Kolíně nad Rýnem, Paderbornu a Saint-Denis. Mnoho z nich bylo později přestavěno nebo zničeno. Skvostný dóm v Cáchách a kostel Germigmy-des-Prés v Orleánsu. Skutečnou vzácností jsou karlovské miniatury, rozeseté po celé Evropě.
Z evropského hlediska si zaslouží zvláštní ocenění reforma písma, zavádějící tzv. karolínskou minuskulu, rozvíjenou zejména ve francouzských skriptoriích. Ta se nakonec prosadila v celé Evropě, včetně Španělska, Anglie a jižní Itálie, když už žádní Karlovci nebyli. Naše malá písmena pocházejí z tohoto písma, „majuskule“, mají původ v římských nápisech. Karel Veliký ostatně uměl jen číst a psát neuměl vůbec.
Když Karel Veliký roku 814 zemřel, zdálo se, že vše je dokončeno. Dokonce i Byzantinci uznali jeho říši. Neuplynulo však ani třicet let, a toto obrovské dílo se ocitlo v troskách. Karel Veliký byl pochován v Cáchách. Po celý středověk byl uctíván jako dokonalý a úspěšný panovník. Byl nejslavnějším Karlovcem.

## Nástupci Karla Velikého
Ludvík Pobožný, korunovaný již na císaře, se nacházel poblíž Saumuru, když ho zastihla zpráva o otcově smrti. Odebral se do Cách, kde nahradil otcovy rádce a služebníky. Jako nejdůležitější tzv. ideový inspirátor mu stál po boku sv. Benedikt z Anianu. Ludvík se silně vyznačoval úctou ke kněžím a mnichům. Později mu přezdívali Dobromyslný. V této době se všude ve franské říši rozvíjel lenní systém. Velmožové na špici lenní pyramidy, duchovní i světští hodnostáři, si počínali stále nezávisleji na králi. Karel Veliký je dokázal donutit k poslušnosti, Ludvík Pobožný však toho již schopen nebyl.
Ludvík měl tři syny. V důsledku toho došlo k rozdělení říše: Lothar, nejstarší Ludvíkův syn, získal císařský titul, další dva synové se stali králi: Pipin v Akvitánii a Ludvík – budoucí Ludvík Němec – v Bavorsku, Rakousku, Panonii a Korutanech. Současně však vydal císař Ludvík Pobožný řadu opatření, aby zajistil jednotu říše. Proces dělení vyvrcholil, když se Ludvíkovi, který se podruhé oženil, narodil z bavorské manželky ještě jeden syn, Karel. I jemu tak musel Ludvík zajistit dědický díl, pozice říše se navíc zhoršovala. Situaci totiž zhoršovaly nepokoje na severu při hranici s Dány, invaze Bulharů na východě a povstání ve španělské marce na jihu, jehož se snažili využít Arabové. Podle všeho za to mohlo chybování rádců císaře.
Když sedmiletý Karel dostal roku 829 Alemanii s Alsaskem, Raetii a část Burgundska jako dědictví, postavili se proti tomu jeho tři starší nevlastní bratři a zahájili odboj proti otci, Ludvíkovi Pobožnému. Ten sice zpočátku vítězil, ale vzpoura se šířila dále. Když se Ludvík nedaleko Kolmaru setkal se silným vojskem svých synů, nechal se přesvědčit k jednání. Lothar nechal Ludvíka Pobožného a jeho syna Karla zajmout. S císařem pak jednal, jako by byl sesazen. Zanedlouho se ze tří synů-spojenců stali rivalové. Pipinova smrt roku 838 a skon císaře Ludvíka roku 840 ukončily tyto spory, vznikl však nový problém: nástupnictví v čele říše. Lothar se prohlásil císařem a získal podporu biskupů, přesto ale oba jeho mladší bratři Karel a Ludvík, stejně jako velké množství šlechty vůči němu zaujali nepřátelský postoj.
14. února roku 842 si přísahali Karel Holý a Ludvík Němec ve Štrasburku vzájemné spojenectví. O rok později donutili Karel Holý a Ludvík Němec nejstaršího bratra, aby byla říše rozdělena. Stalo se to v srpnu roku 843 u Verdunu. Podle verdunské smlouvy připadla Západní Francia, země západně od Saony a Rhony, Karlu Holému. Východní Francia se Saskem, bývalou Austrasií, Alemanií a Bavorskem přešla na Ludvíka Němce. Mezi oběma královstvími se od Fríska k Provenci a Lombardii rozprostírala oblast vlády císaře Lothara, Lotharingie – nejbohatší, ale obtížně hájitelná území franské říše. Střední Itálie s Ravennou a Římem patřila papeži, zatímco jih Apeninského poloostrova zůstal pod byzantskou mocí.
Po Lotharově smrti byla jeho říše rozdělena mezi jeho tři syny. Jeden z nich Ludvík II. se stal císařem, jenže Karel Holý se spojil s Ludvíkem Němcem proti němu. Když pak Ludvík II. roku 875 zemřel bez mužského potomka, proklamoval papež Jan VIII. císařem Karla. Ludvík Němec toto rozhodnutí neuznal a zahájil proti bratrovi válku – a to byl konec evropské říše.
Franští panovníci po Karlu Velikém:
- Ludvík I. Pobožný – císař 814–840, syn Karla Velikého, jehož tři synové si Verdunskou smlouvou rozdělili říši:
  - Ludvík II. Němec († 876) – Východofranská říše
  - Lothar I. Franský († 855) – Středofranská říše
  - Karel II. Holý († 877) – Západofranská říše

## Východofranští Karlovci
Po abdikaci Karla III. Tlustého (syna Ludvíka Němce) roku 887 a oslabení rodu se na dílčí královské trůny dostávají příslušníci franské aristokracie, obvykle s Karlovci spříznění Bosovci, Robertovci, Welfové. Posledním císařem z dynastie Karlovců byl vnuk Ludvíka Němce Arnulf Korutanský. Ve východofranské říši vymřeli Karlovci v roce 911 úmrtím Ludvíka IV. Dítěte, syna císaře Arnulfa.
- Ludvík II. Němec (805–876)
  - Karloman Východofranský (830–880)
    - Arnulf Korutanský (850?–899)
      - Ludvík IV. Dítě (893–911)
      - Ratold Italský
      - Svatopluk Lotrinský (870?–900)

  - Ludvík III. Mladší (835–882)
  - Karel III. Tlustý (839–888)

## Západofranští Karlovci
V říši západofranské se Karlovci v domácích bojích a rozvoji feudálních řádů nebyli schopni prosadit tak obratně jako Robertovci (pozdější Kapetovci). Po Karlu III. se vlády dočasně zmocnili Robertovci a po nich Bosovci. Protože moc Kapetovců nebyla ještě dost autoritativní, obnovili sami Kapetovci (Hugo Veliký) vládu Karlovců povoláním Ludvíka IV. Zámořského z Anglie. Ten upevnil svou moc sňatkem s Gerbergou, sestrou Oty I. Velikého. Jejich starší syn Lothar se stal králem a mladší Karel vévodou dolnolotrinským. Po smrti krále Lothara záhy zemřel bez potomků jeho syn Ludvík V. (roku 987). Na trůn byl povznesen Hugo Kapet, který odrazil nároky posledních Karlovců. Ti vymřeli po meči synem vévody Karla vévodou dolnolotrinským Otou (roku 1012) a nelegitimním synem krále Lothara arcibiskupem remešským Arnulfem (roku 1021).
- Karel II. Holý
  - Ludvík II. Koktavý (846–879)
    - Ludvík III. Francouzský (863/865–882)
    - Karloman II. Francouzský (866–884)
    - Karel III. Francouzský (879–929)
      - Ludvík IV. Francouzský (920–954)
        - Lothar I. Francouzský (941–986)
          - Ludvík V. Francouzský (967?–987)

  - Karel Dítě (849–866)

## Středofranští Karlovci
Středofranská říše existovala jen do roku 855, kdy ji Lothar I. rozdělil mezi své syny:
- Ludvíka II. Italského († 875) – italské království
- Lothara II. Lotrinského († 869) – Lotharingie
- Karla z Provence († 863) – burgundské království a Provence

Všichni tři zemřeli bez legitimního mužského potomka.

## Konspirační teorie
Německý publicista Heribert Illig (* 1947) přišel v roce 1991 s kontroverzní teorií „vymyšleného středověku“ (Erfundenes Mittelalter), podle níž je celé karolinské období včetně postavy Karla Velikého smyšlené: úzká skupina franských a germánských panovníků na přelomu 10. a 11. století měla zfalšovat kroniky a „přimyslet“ do nich celých 297 let (roky 614 až 911), které se podle Illiga neodehrály. Historiky a archeology byla tato teze nicméně široce odmítnuta.